# Johann Michael Bach (Komponist, 1648)

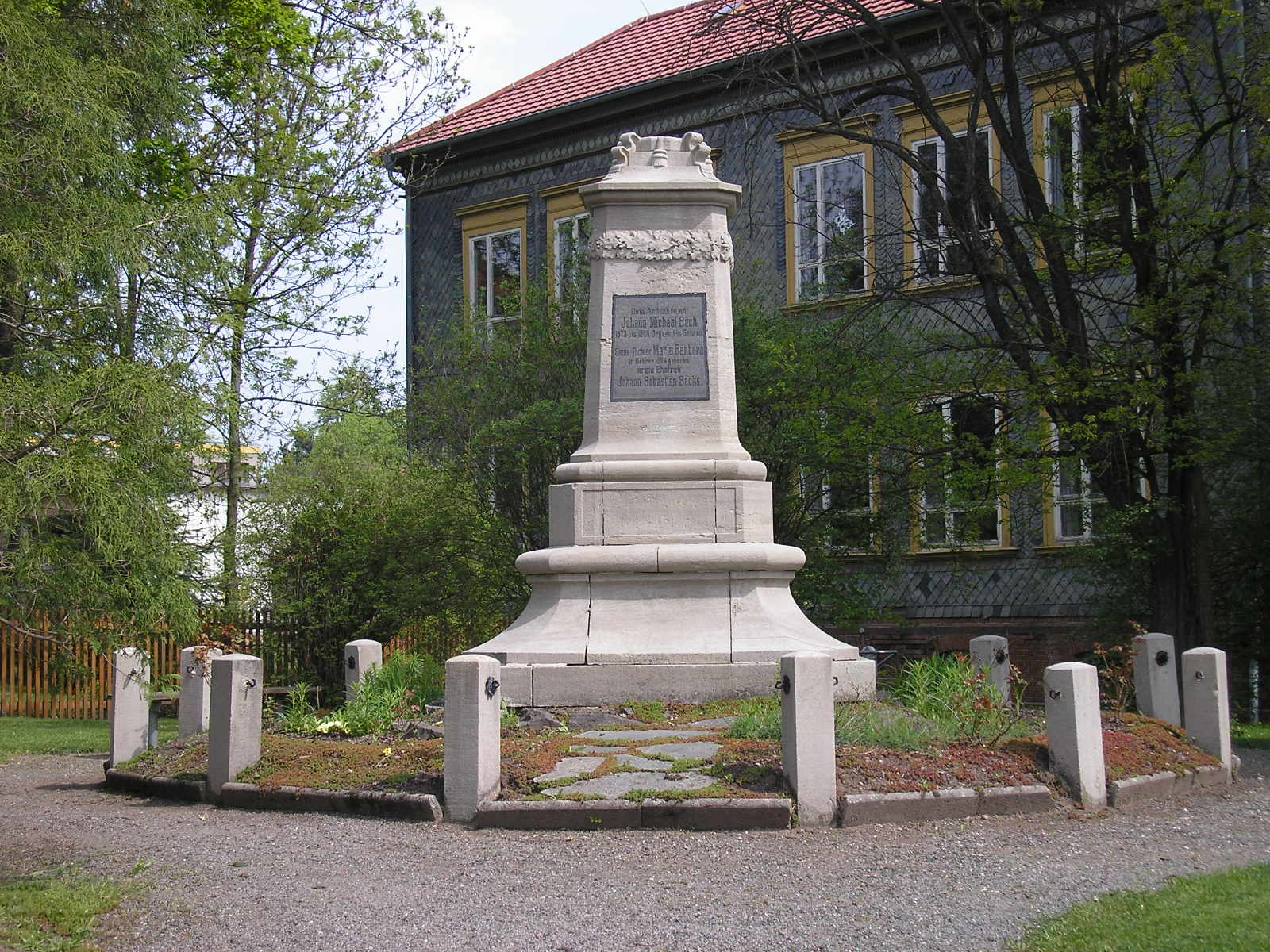
Johann-Michael-Bach-Denkmal in Gehren

Johann Michael Bach (getauft 9. Augustjul. / 19. August 1648greg. in Arnstadt; † 17. Maijul. / 27. Mai 1694greg. in Gehren), auch „Gehrener Bach“ genannt, war ein deutscher Komponist, Kantor und Organist aus der Familie Bach.

## Leben
Johann Michael Bach war ein Sohn von Heinrich Bach (einem Großonkel des berühmten Komponisten Johann Sebastian Bach), von dem er seinen ersten musikalischen Unterricht erhielt. Zudem besuchte er die Lateinschule seiner Heimatstadt Arnstadt. Ferner wurde er vom Arnstädter Kantor Jonas de Fletin († 1665) unterrichtet. Dieser weckte in ihm früh das Interesse zur Vokalmusik. 1665 übernahm er die Stelle als Kantor und Organist der Arnstädter Schlosskapelle, welche vorher sein Bruder Johann Christoph Bach innehatte. Dann wurde er, nachdem er am 5. Oktober 1673 seine amtliche Probe zur Zufriedenheit aller Hörer ablegte, Organist in Gehren. Er war zusätzlich bis zu seinem Tode als Stadtschreiber der Stadt Gehren und als Musikinstrumentenbauer tätig. Er wohnte in einer eigens für Organisten 1654 erbauten Wohnung. 1675 heiratete er Katharina Wedemann, die Tochter von Johann Wedemann, der  in Gehren ebenfalls Stadtschreiber war. Mit ihr hatte er sechs Kinder, von denen der einzige Sohn und mehrere Töchter bereits im Kindesalter starben. Seine jüngste, 1684 geborene Tochter Maria Barbara Bach war die erste Frau ihres Cousins 2. Grades Johann Sebastian Bach. Sie verstarb bereits 1720. Johann Michael Bach verstarb früh, mit 45 Jahren in Gehren.

## Werke
In der Familienchronik wird er als „habiler Componist“ bezeichnet. Seine Werke sollen seinen Charakter nach einem zeitgenössischen Dokument gut wieder spiegeln: still, zurückgezogen und kunstverständig. Von Johann Michael Bach sind im altbachischen Archiv folgende Motetten und Arien erhalten:
- Ach wie sehnlich wart’ ich der Zeit. Arie für Sopran, Streichinstrumente und Orgel
- Auf, lasst uns den Herren loben. Arie für Alt, Streichinstrumente und Orgel
- Ich weiss, dass mein Erlöser lebt. Choralmotette für fünfstimmigen Chor
- Das Blut Jesu Christi. Choralmotette für fünfstimmigen Chor, Bläser oder Orgel
- Nun hab’ ich überwunden. Choralmotette für achtstimmigen Doppelchor
- Herr, wenn ich nur dich habe. Choralmotette für fünfstimmigen Chor
- Unser Leben ist ein Schatten für SSATTB, ATB und B.C. (im altbachischen Archiv Johann Bach zugewiesen; Echtheit zweifelhaft)
- Die Furcht des Herren. Kantate für fünf Solostimmen, Chor und Instrumente (auch Johann Christoph Bach zugeschrieben)

Weitere erhaltene Werke:
Motetten:
- Dem Menschen ist gesetzt einmal zu sterben für Doppelchor und B.C.
- Ehre sei Gott in der Höhe für Doppelchor und B.C.
- Fürchtet euch nicht für Doppelchor und B.C.
- Halt, was du hast für Doppelchor und B.C.
- Herr, du lässest mich erfahren für Doppelchor und B.C.
- Herr, ich warte auf dein Heil für Doppelchor und B.C.
- Nun treten wir ins neue Jahr Doppelchor und B.C.
- Sei lieber Tag willkommen für sechsstimmigen Chor und B.C.
- Unser Leben währet siebenzig Jahr für fünfstimmigen Chor und B.C.

Vokalkonzerte:
- Ach, bleib bei uns, Herr Jesu Christ für SATB, Streicher und B.C.
- Es erhub sich ein Streit für Doppelchor, Orchester und B.C. (zweifelhaft, vermutlich von Johann Christoph Bach)
- Es ist ein großer Gewinn für Sopran, Streicher und B.C.
- Herr, der König freuet sich für SSATB, Instrumente und B.C.
- Herr, komm hinab für SATB, Streicher und B.C.
- Liebster Jesu, hör mein Flehen für SATB, Streicher und B.C.

Obwohl er als Instrumentenbauer viele Geigen und Tasteninstrumente baute, sind außer den Orgelchorälen und ein paar Klaviermusiken keine Instrumentalwerke bekannt.